# Fir cu plumb
Firul cu plumb este un instrument format dintr-un fir lestat folosit pentru a obține verticala (sau cel puțin direcția gravitației într-o anumită loc).

## Principiul
Utilizarea firului cu plumb se bazează pe principiul gravitației și indică în mod constant direcția acesteia.
Direcția plumbului într-o anumită loc se numește verticala locului.
Prin urmare, firul cu plumb este alcătuit din 3 părți:
- Un bailag, care este ținut de peretele care urmează să fie testat.
- Firul, în general o sfoară sau un lanț, care trece prin bailag și pendul.
- Un pendul greu, mai demult din plumb, dar, din motive ecologice și de sănătate: plumbul fiind un metal toxic, nu se mai folosește, care vine la nivel cu peretele căruia i se verifică verticalitatea și dacă este plan.

## Utilizare
Era deja folosit de egipteni.

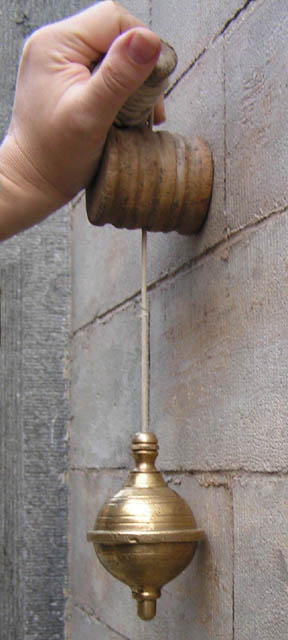
Manevrarea firului cu plumb

Asigură verticalitatea unui element structural:
- în zidărie: verticalitatea unui zid;
- în dulgherie: instalarea unei îmbinări sau a unui panou de lemn;
- instalarea unui tapet: verticalitatea benzilor.

În pictură, în măsura în care perspectiva presupune că tabloul este o fereastră verticală asupra subiectului, pentru a construi desenul se folosește firul cu plumb, ținut la distanță de braț pentru a ținti. Desenatorul identifică aliniamente verticale în subiect, în special cele deasupra suporturilor modelului, ochiul uman având tendința de a fi păcălit ușor de anumite forme. Firul cu plumb facilitează localizarea limitelor verticale ale câmpului imaginii la dreapta și la stânga.

## Simbolic
În Francmasonerie, firul cu plumb simbolizează prin verticalitatea, elevația, autoperfecțiunea, efortul sau chiar dorința de a se ridica.
În plus, direcția pe care o indică, în jos, sugerează introspecția și lucrul asupra sinelui necesar acestei ridicări (în sensul îmbunătățirii).
De câteva decenii, a apărut adesea agățat în centrul templului masonic.